# Kazerne Luitenant-generaal Baron de Witte de Haelen

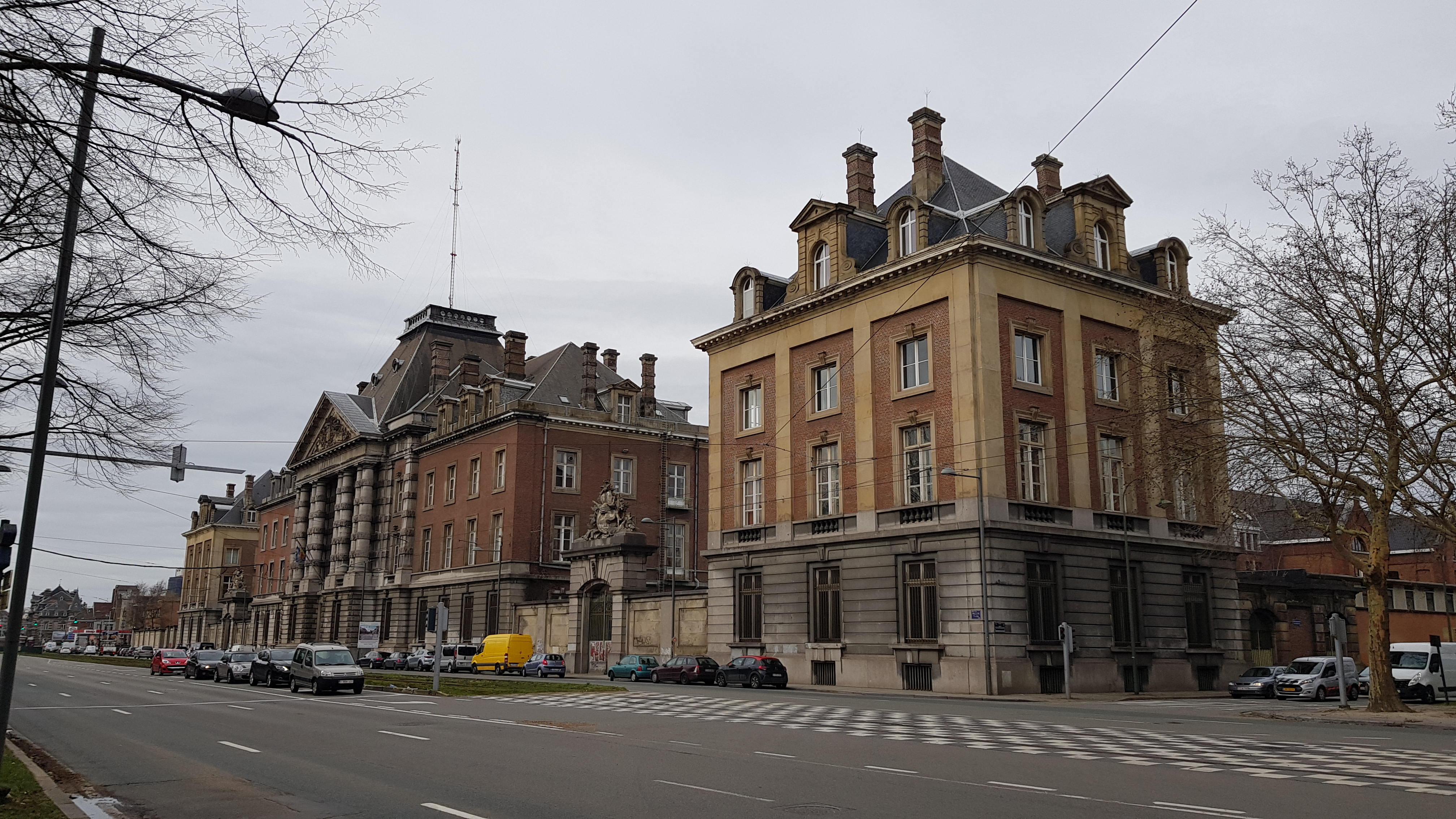

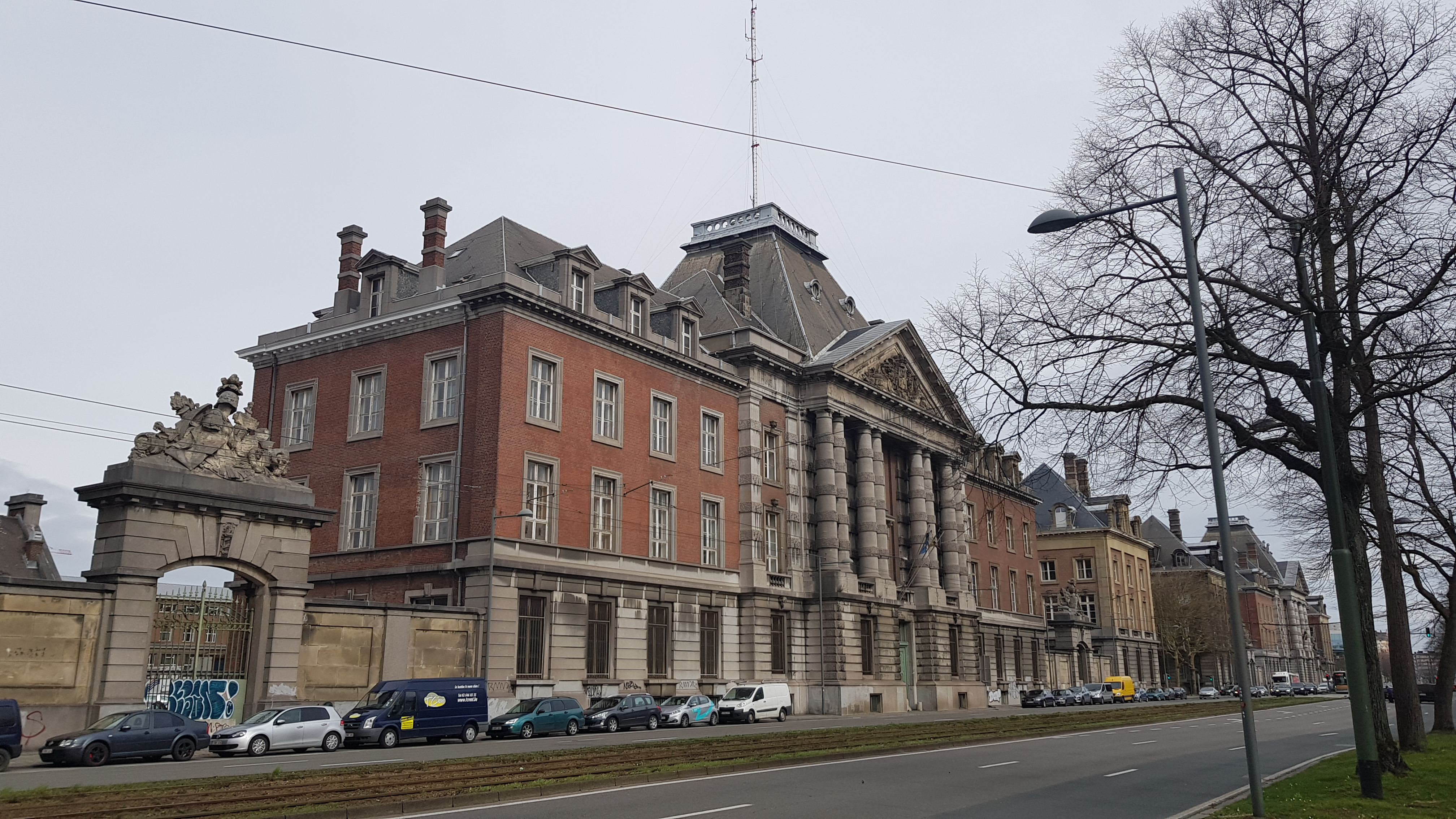

De Kazerne Luitenant-generaal Baron de Witte de Haelen (Frans: Caserne Lieutenant Général Baron de Witte de Haelen), of kortweg de Kazerne de Witte de Haelen (Frans: Caserne de Witte de Haelen), is een voormalige kazerne van de Belgische strijdkrachten uit 1882, gelegen te Etterbeek, ten zuidoosten van het Brusselse stadscentrum.

## Geschiedenis
De "eerste" Kazerne Luitenant-generaal Baron de Witte de Haelen en de "tweede" Kazerne Majoor Géruzet werden gebouwd volgens hetzelfde bouwplan en op een bijna identiek rechthoekig grondplan. De "eerste" kazerne werd na de Eerste Wereldoorlog vernoemd naar Luitenant-generaal Léon baron de Witte de Haelen (1857-1933), die bevelhebber was van de Belgische cavalerietroepen dewelke op 12 augustus 1914 de Duitse troepen versloegen in de slag om Halen.
De twee kazernes bestaande uit een dertigtal gebouwen vervingen de ondertussen verdwenen Annunciaten-ruiterijkazerne. Architect was Félix Pauwels, ontwerper van de monumentale poorten van de omwalling rond Antwerpen en na zijn overlijden in 1877 opgevolgd door zijn directe medewerker Otto Geerling. Een markant verschil tussen de twee cavaleriekazernes was het zwembad in de eerste, tegenover een kleine manege in de tweede kazerne.
De kazerne was tot 1939 vooreerst thuisbasis van de 1ste Regiment Gidsen maar werd daarnaast of later ook gebruikt door onder meer het 2de Regiment Lanciers, de Generale Staf van de Versterkings- en Opleidingstroepen (HK/TRI), het Centrum voor Onderzoek inzake Defensie, de Dienst voor Lichamelijke Opvoeding en Sport (BLS). 
Het geallieerde bombardement op Elsene trof de kazernes in 1943 zwaar. Het aantal slachtoffers onder de Duitse soldaten is nooit bekendgemaakt, maar in de kelders stierven 27 gevangenen.
In 1946 ging de kazerne over naar de Rijkswacht die later overging in de federale politie. In 2012 verhuisden een aantal politiediensten van de kazerne naar de site van het Rijksadministratief Centrum.

## Locatie
De Kazerne Luitenant-Generaal baron de Witte de Haelen was zoals de buurkazerne gelegen tegenover het gelijktijdig aangelegde militaire oefenterrein van het garnizoen van Brussel. Beide kazernes bevinden zich op het terrein van het voormalige Solbos, dat deel uitmaakte van de vroegere Koninklijke Jacht. Aan de voorzijde van de kazernes werd een brede laan aangelegd, de Militaire laan (de huidige Generaal Jacqueslaan en Louis Schmidtlaan) die de gebouwen met de Louizalaan moest verbinden; ze was grotendeels voltooid in 1895. Langs beide kazernes liep een openbare weg die aan de uiteinden door een metalen hekken was afgesloten; links van de Kazerne de Witte de Haelen liep de ondertussen verdwenen “Dragonders van Latourlaan”.
Ten zuidwesten ligt het complex van de voormalige Koninklijke Rijkswachtschool, ten zuidoosten ligt de Campus Etterbeek van de Vrije Universiteit Brussel op de plaats van het voormalige oefenterrein. Ten zuiden van de kazerne ligt het station Etterbeek.

## Bouw
De kazerne werd gebouwd tussen 1875 en 1882. De paardenstallen en overdekte rijbaan werden opgetrokken tijdens een uitbreidingscampagne vóór de Eerste Wereldoorlog en bevinden zich op de plaats van de vroegere Dragonders van Latourlaan.
De linkervleugel van de kazerne werd in de Tweede Wereldoorlog vernietigd door het bombardement op Elsene en volledig heropgebouwd in bak- en hardsteen in de jaren 1950. Overige gebouwen dateren uit de jaren 1950-1960 en 1980.